# Rohrchetsbach
Der Rohrchetsbach ist ein rechter Zufluss der Feldkahl im Landkreis Aschaffenburg im bayerischen Spessart.

## Geographie

### Verlauf
Der Rohrchetsbach entspringt in einem versumpften Gebiet nordöstlich von Feldkahl an der Bare-Footy-Ranch. Er fließt in südwestliche Richtung, in Feldkahl vorbei an der Kirche St. Johannes Nepomuk und mündet in die Feldkahl.

### Flusssystem Kahl
- Liste der Fließgewässer im Flusssystem Kahl